# بليحاء رقيقة
البليحاء الرقيقة (باللاتينية: Reseda attenuata) نوع نباتي من جنس البليحاء.

## الموئل والانتشار
موطنها المغرب العربي.

## الوصف النباتي
نبات عشبي.

## مرادفات للاسم العلمي
- (باللاتينية: Reseda gayana subsp. attenuata Ball)
- (باللاتينية: Reseda fruticulosa subsp. attenuata (Ball) Maire)
- (باللاتينية: Reseda gayana subsp. attenuata Ball)